# Samir Bargachi
Samir Bargachi (em árabe: سمير بركاشي) é um comunicador e ativista LGBT nas comunidades árabes e muçulmanas. Nasceu no Marrocos.